# Tommenmolen
De Tommenmolen is een van de vijf watermolens aan de Maalbeek in de Vlaams-Brabantse gemeente Grimbergen.
In deze 16e-eeuwse molen (1541 of 1547) zijn tentoonstellingen van het Museum voor de Oudere Technieken (Het MOT) ondergebracht.
De molen die nu Tommenmolen heet, werd oorspronkelijk Liermolen genoemd. Omstreeks 1400 kreeg hij de naam Tommenmolen naar de familie Van der Tommen, die er meer dan een eeuw in het bezit van was. Mogelijk werd de Tommenmolen gebouwd nadat de eerste Liermolen aan de abdij werd geschonken. In 1573 kochten de Norbertijnen van Grimbergen de molen en bleef in hun bezit tot aan de Franse bezetting.
Tijdens de godsdiensttroebelen in de 16e eeuw raakte de molen in verval. Ook in de 18e eeuw was de molen aan herstelling toe. Het uitwendige drijfwerk werd in 1930 vernieuwd en de molen bleef in werking tot in de jaren 1960. De molen werd in 1967 door de gemeente aangekocht en in 1971 gedeeltelijk gerestaureerd. Het waterrad kon in beweging gebracht worden maar er werd niet meer gemalen. In tussentijd zijn de sluizen, het waterrad en het binnenwerk terug aan restauratie toe.
Op het erf van de Tommenmolen werd een vakwerkschuur en een bakoven geplaatst die elders in Grimbergen moesten verdwijnen. De bakoven werd in 2016 volledig heropgebouwd en wordt gebruikt voor diverse bak-activiteiten. Naast de schuur plaatste het MOT een metalen rosmolen, een zogenaamde "manège" waarmee bijvoorbeeld een dorsmachine kan aangedreven worden.